# TSV Dormagen

TSV Dormagen es un club de balonmano de la localidad de Dormagen, Alemania, que se fundó en el año 1949.
Este club sufrió un grave golpe el 3 de marzo de 2009 cuando su canterano, Sebastian Faißt, falleció después de desvanecerse mientras disputaba un partido con la selección alemana junior. Para la temporada 2010/2011 el equipo cambia su denominación y pasa a llamarse Dormagener Handball-Club Rheinland.

## Sitio oficial
- Sitio Oficial del TSV Dormagen (en alemán)

- Datos: Q913527